# Martina Feri
Martina Feri, slovenska vokalistka, pianistka in zborovodkinja, * 18. julij 1977, Trst, Italija.
Ukvarja se s petjem, zborovsko glasbo, glasbeno didaktiko in muzikoterapijo.
Z bratom kitaristom Markom sestavljata duo Feri, ki izvaja pretežno jazz standarde in priredbe popevk. Poleg tega Martina poje v balkan-rock skupini Kraški ovčarji, v jazz skupini Adriatic Ensamble in s kvartetom Gorni Kramer Quartet.
Sodelovala je tudi pri skupinah Weavers in Nomos Jazz Ensamble, z Big Bandom RTV Slovenija in s tržaškim SSG-jem. Snemala je za italijansko RAI (državna radiotelevizija), za RTV Slovenija, za TV Koper/Capodistria in za tržaško televizijsko postajo Telequattro.

## Študij
Študirala je klavir na tržaški Glasbeni matici in diplomirala na konservatoriju Giuseppe Tartini v Trstu.
Študij opernega petja je začela na tržaški Glasbeni matici in ga nadaljevala pri italijanski mezzosopranistki Cristini Guarino. Kasneje se je približala jazzu in se izpopolnjevala pri Maji Jakupović in Ines Reiger v Gradcu, pri Karoline De Rooij v Celovcu in pri Ireni Vidic v Ljubljani. Redno obiskuje poletne seminarje po Sloveniji in Italiji, njeni mentorji so bili Donna McElroy, Dennis Montgomery III., Miles Griffith. Trenutno se izpopolnjuje pri italijanski solopevki Franci Drioli.